# MLS Cup 2011
De MLS Cup 2011 was de kampioenswedstrijd van het MLS seizoen 2011 dat werd gespeeld op 20 november 2011 in Home Depot Center in Carson tussen Houston Dynamo en Los Angeles Galaxy . Los Angeles Galaxy plaatste zich voor de groepsfase van de CONCACAF Champions League2012/13 en Houston Dynamo voor de voorronde van de CONCACAF Champions League 2012/13.
 De huidige kampioen is Colorado Rapids.

## MLS Cup
Het Home Depot Center de thuishaven van Los Angeles Galaxy, zal de MLS Cup 2011 organiseren, dit zal de vierde keer zijn dat het stadion wordt gebruikt voor de Finale van de MLS na 2003, 2004 en 2008.

## Route naar de finale
| Western Conference  | Western Conference | Western Conference | Western Conference | Western Conference | Western Conference | Western Conference | Western Conference | Western Conference |
| Team                | AW                 | W                  | G                  | V                  | DV                 | DT                 | DS                 | Pnt                |
| ------------------- | ------------------ | ------------------ | ------------------ | ------------------ | ------------------ | ------------------ | ------------------ | ------------------ |
| Los Angeles Galaxy  | 34                 | 19                 | 5                  | 10                 | 48                 | 28                 | +20                | 67                 |
| Seattle Sounders FC | 34                 | 18                 | 7                  | 9                  | 56                 | 37                 | +19                | 63                 |
| Real Salt Lake      | 34                 | 15                 | 11                 | 8                  | 44                 | 36                 | +8                 | 53                 |
| FC Dallas           | 34                 | 15                 | 12                 | 7                  | 42                 | 39                 | +3                 | 52                 |

| Eastern Conference   | Eastern Conference | Eastern Conference | Eastern Conference | Eastern Conference | Eastern Conference | Eastern Conference | Eastern Conference | Eastern Conference |
| Team                 | AW                 | G                  | G                  | V                  | DV                 | DT                 | DS                 | Pnt                |
| -------------------- | ------------------ | ------------------ | ------------------ | ------------------ | ------------------ | ------------------ | ------------------ | ------------------ |
| Sporting Kansas City | 34                 | 13                 | 9                  | 12                 | 50                 | 40                 | +10                | 51                 |
| Houston Dynamo       | 34                 | 12                 | 9                  | 13                 | 45                 | 41                 | +4                 | 49                 |
| Philadelphia Union   | 34                 | 11                 | 8                  | 15                 | 44                 | 36                 | +8                 | 48                 |
| Columbus Crew        | 34                 | 13                 | 13                 | 8                  | 43                 | 44                 | −1                 | 47                 |

## Wedstrijdgegevens
|                                           |                |                    |                    |                                                                                    |
| 20 november 2011 6:00PM PST (18:00 UTC−8) | Houston Dynamo | 0 – 1              | Los Angeles Galaxy | The Home Depot Center, Carson Toeschouwers: 30.281 Scheidsrechter: Ricardo Salazar |
| 20 november 2011 6:00PM PST (18:00 UTC−8) |                | 71' Landon Donovan |                    | The Home Depot Center, Carson Toeschouwers: 30.281 Scheidsrechter: Ricardo Salazar |